# Дуб, Владимир Семёнович
Владимир Семёнович Дуб — советский и российский учёный-металлург, специалист по технологии получения крупных слитков. Доктор технических наук, профессор, первый заместитель генерального директора по науке, заведующий отделом ЦНИИ технологии машиностроения. Лауреат Государственной премии СССР, премии Правительства РФ в области науки и техники, заслуженный машиностроитель РСФСР.

## Биография
Владимир Семёнович Дуб родился 17 мая 1935 года в Москве. После окончания в 1957 г. Московского института стали начал трудовую деятельность на заводе «Баррикады» (г. Волгоград), где получил практический опыт работы в металлургических цехах, производивших крупные уникальные заготовки для машиностроительных изделий ответственного назначения. С 1961 г.  работает в Центральном научно-исследовательском институте технологии машиностроения (ЦНИИТМАШ), где прошел путь от младшего научного сотрудника до первого заместителя генерального директора по науке. С 1968 г. и по настоящее время является заведующим отделом металлургии стали этого института.

## Научная и производственная деятельность
В результате исследований влияния раскисления на качество и свойства высоколегированной стали В.С. Дуб сформулировал общие требования к продуктам раскисления как элементам структуры, которые могут оказывать самостоятельное влияние на поведение металла при эксплуатации. При его участии был освоен новый интроскопический метод исследования плотности жидких металлических расплавов. Результаты этих исследований внедрены на ведущих металлургических и машиностроительных заводах.
Особо значительными в научном и техническом плане были исследовательские и производственные работы по обоснованию технологии и компоновки электронно-лучевой плавильной установки для получения стальных слитков массой до 30 г. Большой вклад В.С. Дуб внес во внедрение установок и освоение технологии внепечной обработки стали.
Однако наиболее интенсивно на протяжении всей творческой работы В.С. Дуб занимается проблемой затвердевания и особенностями технологии производства крупных слитков. Он сформулировал принцип определяющего влияния теплофизических условий затвердевания на сложный комплекс физикохимических процессов, происходящих при затвердевании, разработал и экспериментально подтвердил теорию образования химической неоднородности в слитках и отливках, формирования «шнуров» как особой формы структуры слитков. В результате осуществления комплексной программы освоения производства крупных слитков и поковок, участником и разработчиком которой был В.С. Дуб, на Ижорских заводах была осуществлена отливка серий особо крупных слитков, в том числе массой 420 т.
Длительный период времени В.С. Дуб занимается вопросами, связанными с влиянием минимизации содержания ряда элементов (Р, Si, Al, S, N, As, Си, Sb, Sn п др.) на формирование литой структуры и комплекса свойств изделий.
В.С. Дуб внес значительный вклад в создание передовой конкурентоспособной технологии производства таких изделий, как водо-водяные реакторы мощностью 1000 МВт, роторы паровых и газовых турбин и турбогенераторов мощностью до 1200 МВт, мощные прессы, опытные энергетические установки и др. В настоящее время проводит активную работу по модернизации металлургических цехов и предприятий, в том числе по оснащению их оригинальными отечественными установками для внепечной и рафинирующей обработки стали. 
Результаты его научных трудов широко внедрены на ОМЗ-Спецсталь и Ижорских заводах, на ОАО «Электросталь», Уралмаше, ЮУМЗ, УЗТМ, ЗМЗ, ЧТПЗ и других металлургических заводах России и Украины.
Имеет 62 авторских свидетельства, 27 патентов на изобретения. Автор 240 печатных работ, 4 монографий.
Профессор Дуб ведет большую научно-педагогическую работу, в течение 10 лет он преподавал в МВМИ, под его руководством 18 специалистов защитили кандидатские диссертации. В течение многих лет он является членом советов по защите диссертаций ЦНИИТМАШ и МИСиС. В.С. Дуб – действительный член Российской Академии естественных наук, член редколлегии журнала "Электрометаллургия".

## Семья
Сын - Алексей Владимирович Дуб.

## Признание
Лауреат Государственной премии СССР (1980), заслуженный машиностроитель РСФСР (1989), премии Правительства РФ в области науки и техники (2002), почётный металлург Минпромэнерго РФ (2005). Награжден орденом Трудового Красного Знамени (1976), медалями.